# Bagrat Shinkuba
Bagrat Vasilyevich Shinkuba, em russo Баграт Васильевич Шинкуба, (Ochamchire, 12 de maio de 1917 — Sucumi, 25 de fevereiro de 2004) foi um escritor, poeta, historiador, linguista e político abecásio. Estudou história e línguas da população abecásia, de Adyghe e Ubykh. Sua obra "The Last of the Departed" é dedicada ao trágico destino da nação de Ubykh, que foi extinta ao longo de cem anos.

## Obras
- Bagrat Shinkuba. O último deportado in Adyghe Library (em inglês)
- Иалкаау иоымтакуа, т. 1—2, Akya, 1967—68; в рус. пер. — Избранное. [Предисл. К. Симонова], М., 1976. (em russo)

## Sobre ele
- Цвинариа В. Л., Творчество Б. В. Шинкуба, Тб., 1970 (em Russo).
- Tsvinaria V. L. , Tvorchestvo B. V. Shinkuba